# Paul Lamford
Paul Adrian Lamford (* 30. August 1953 in Carmarthen) ist ein walisischer Spiel- und Glücksspiel-Experte, Autor und Herausgeber. Er ist dreifacher walisischer Schachmeister, britischer Backgammon-Meister 1993 und 2001 sowie ein Großmeister in Bridge.
Während der 1990er Jahre war er Herausgeber des Magazins Games & Puzzles sowie eines Schach- und eines Bridge-Magazines im Vereinigten Königreich. Zwischen 1998 und 2005 war er auch einige Male Gast in der von BBC 4 ausgestrahlten Radiosendung Puzzle Panel.
Neben diesen Beschäftigungen arbeitet er bei einer Londoner Firma für Informationstechnologie im Bereich Glücksspiele.

## Bridge
Im Jahr 2014 gewann er den vom schwedischen Bridge-Verband veranstalteten Chairman’s Cup in Örebro.

## Schach
In der walisischen Schachmeisterschaft musste er sich 1983 den ersten Platz mit Stephen Collin James, Iolo Ceredig Jones und Arthur Howard Williams teilen. 1988 war noch einmal Arthur Howard Williams genau so gut wie Lamford, aber 1989 konnte er diesen Erfolg endlich allein für sich verbuchen. Bei der Schacholympiade vertrat er Wales vier Mal (1982, 1984, 1986 und zuletzt 1988) und erzielte dabei ein Gesamtergebnis von 50 %. Seine höchste Elo-Zahl hatte er zwischen 1979 und 1981 mit 2315. 1986 wurde er Internationaler Schiedsrichter, derzeit wird er als inaktiv geführt. Im Fernschach wurde ihm 1990 der Titel Internationaler Meister verliehen.

## Veröffentlichungen
- The Albin counter-gambit: 1 d4 d5 2 c4 e5!?. Batsford. 1983. ISBN 978-0-7134-4005-8.
- The amazing book of casino games : techniques, strategies, and hints on how to play any game you find in a casino. Chartwell Books. 1998. ISBN 978-0-7858-0820-6.
- 100 backgammon puzzles. Chameleon. 1999. ISBN 978-0-7134-4005-8.
- 100 chess puzzles. Chameleon. 1999. ISBN 978-0-233-99713-1.
- 50 bridge puzzles. Chameleon. 2000. ISBN 978-0-233-99726-1.
- 100 Scrabble puzzles. Chameleon. 2000. ISBN 978-0-233-99715-5.
- Starting out in backgammon. Everyman Mindsports. 2001. ISBN 978-1-85744-282-3.
- Starting out in bridge. Everyman Mindsports. 2001. ISBN 978-1-85744-287-8.
- Improve your backgammon. Everyman Mindsports. 2002. ISBN 978-1-85744-315-8.